# 保戸野すわ町
保戸野すわ町（ほどのすわちょう）は秋田県秋田市にある町。郵便番号は010-0911。住居表示実施済み地区。
本項では、保戸野すわ町の前身であり1966年（昭和41年）4月1日に廃止された保戸野諏訪町（ほどのすわちょう）・保戸野表諏訪町上丁（ほどのおもてすわちょうかみちょう）・保戸野表諏訪町下丁（ほどのおもてすわちょうしもちょう）・保戸野愛宕町（ほどのあたごまち）・保戸野愛宕町西丁（ほどのあたごまちにしちょう）についても記述する。

## 地理
秋田市の中央部、保戸野地域の中では南西部に位置する。中央に町名の由来となった諏訪愛宕神社があり、北部に秋田市立保戸野小学校、南西部に聖園学園短期大学や附属聖園幼稚園などがある。その他は東部が古くからの住宅地、西部が新興住宅地である。
東は秋田県道233号土崎港秋田線（通称「菊谷小路」）を挟んで保戸野中町、北は県道233号及び秋田市道（通称「保戸野学園通り」）を挟んで保戸野原の町、西は秋田市道（通称「保戸野みその通り」）を挟んで保戸野鉄砲町、南は秋田市道（通称無し）を挟んで保戸野通町に隣接する。

## 歴史
久保田城下で中級上位の家臣が置かれた保戸野愛宕町と、小禄・扶持方家臣の侍町だった保戸野諏訪町・保戸野表諏訪町上丁・保戸野表諏訪町下丁・保戸野愛宕町西丁を前身とする。『梅津政景日記』寛永6年8月26日（1629年10月14日）の条に「諏訪町の外記下屋敷附近に大工の新屋敷を与える」と記されているのが保戸野諏訪町の初見で、各町ともこの頃の町割と考えられている。
旧町名の由来は諏訪神社及び愛宕神社で、両社が合祀されたのが現在の諏訪愛宕神社であり、社地は旧諏訪神社のものである。旧愛宕神社は現在の保戸野小学校の地にあった。諏訪神社は信州諏訪大神を勧進したもので、慶長15年（1610年）の創建である。愛宕神社は土崎湊愛宕町から慶長9年（1604年）に移転させたもので、もとは愛宕山室宝寺といい、明治になってから神社となったものである。
1884年（明治17年）の戸長調によると、保戸野愛宕町に保戸野地区14町の戸長役場が置かれていた。

### 沿革
- 1604年（慶長9年） - 愛宕神社が土崎湊の愛宕町から移転する[3]。
- 1610年（慶長15年） - 諏訪神社が創建される[3]。
- 1874年（明治7年）
  - 8月20日 - 保戸野愛宕町に愛宕学校が開校する[8]。
  -  ??月??日 - 愛宕学校が保戸野中町へ移転する[9]。
- 1877年（明治10年） - 秋田県第1大区1小区の巡査交番所が保戸野愛宕町に設置される[7]。
- 1887年（明治20年） - 巡査交番所が分署に昇格[7]。
- 1888年（明治21年）6月 - 保戸野小学校（愛宕学校に西郭学校と鉄街学校が合併したもの）が保戸野中町から保戸野諏訪町へ移転する[6]。
- 1904年（明治37年）12月14日 - 保戸野愛宕町に保戸野郵便受取所が設置される[7]。
- 1906年（明治39年） - 米国人ヤンデルスノカメにより、保戸野愛宕町に保戸野幼稚園が設立される[7]。
- 1909年（明治42年）12月3日 - 保戸野郵便受取所が保戸野愛宕町から保戸野表諏訪町上丁へ移転する[7]。
- 明治末期 - 秋田聖救主教会が保戸野愛宕町から保戸野中町へ移転する[7]。
- 1920年（大正9年） - 聖愛愛子会が保戸野新町に聖心医院・聖心天使園（保育所）・聖心養老院の設置を認可される。現在の聖園学園短期大学の前身[6]。
- 1922年（大正11年） - 諏訪神社に愛宕神社を合祀し、諏訪愛宕神社（後に保戸野神社）と改称する[5]。
- 1945年（昭和20年） - 疎開計画により、保戸野愛宕町の家屋を移動・道路を拡幅する[7]。
- 1966年（昭和41年）4月1日 - 住居表示実施に伴い、保戸野愛宕町・保戸野愛宕町西丁・保戸野諏訪町・保戸野表諏訪町上丁・保戸野表諏訪町下丁が廃止され、保戸野すわ町が設置される。

### 町名の変遷
特記のないものはすべて住居表示実施に伴う変更。
| 実施前               | 実施年月日      | 実施後（各町ともその一部）      | 備考         |
| -------------------- | --------------- | ------------------------------- | ------------ |
| 保戸野愛宕町         | 昭和41年4月1日  | 保戸野すわ町 ほどのすわちょう   |              |
| 保戸野愛宕町         | 昭和41年4月1日  | 保戸野中町 ほどのなかちょう     |              |
| 保戸野愛宕町         | 昭和41年4月1日  | 保戸野八丁 ほどのはっちょう     |              |
| 保戸野愛宕町         | 昭和41年4月1日  | 保戸野原の町 ほどのはらのまち   |              |
| 保戸野愛宕町西丁     | 昭和41年4月1日  | 保戸野すわ町 ほどのすわちょう   |              |
| 保戸野愛宕町西丁     | 昭和41年4月1日  | 保戸野原の町 ほどのはらのまち   |              |
| 保戸野表諏訪町上丁   | 昭和41年4月1日  | 保戸野すわ町 ほどのすわちょう   |              |
| 保戸野表諏訪町上丁   | 昭和41年4月1日  | 保戸野中町 ほどのなかちょう     |              |
| 保戸野表諏訪町下丁   | 昭和41年4月1日  | 保戸野すわ町 ほどのすわちょう   |              |
| 保戸野表諏訪町下丁   | 昭和41年4月1日  | 保戸野中町 ほどのなかちょう     |              |
| 保戸野諏訪町         | 昭和41年4月1日  | 保戸野すわ町 ほどのすわちょう   |              |
| 保戸野すわ町（一部） | 平成11年10月1日 | 保戸野鉄砲町 ほどのてっぽうまち | 住居表示変更 |
| 保戸野すわ町（一部） | 平成11年10月1日 | 保戸野原の町 ほどのはらのまち   | 住居表示変更 |

| 実施後       | 実施年月日      | 実施前                                                      | 備考         |
| ------------ | --------------- | ----------------------------------------------------------- | ------------ |
| 保戸野すわ町 | 昭和41年4月1日  | 保戸野字阿弥陀田（一部） ほどの あざあみだでん              |              |
| 保戸野すわ町 | 昭和41年4月1日  | 保戸野字寺ノ腰（一部） ほどの あざてらのこし                |              |
| 保戸野すわ町 | 昭和41年4月1日  | 保戸野字原ノ町（一部） ほどの あざはらのまち                |              |
| 保戸野すわ町 | 昭和41年4月1日  | 保戸野愛宕町（一部） ほどのあたごまち                       |              |
| 保戸野すわ町 | 昭和41年4月1日  | 保戸野愛宕町西丁（一部） ほどのあたごまちにしちょう         |              |
| 保戸野すわ町 | 昭和41年4月1日  | 保戸野表諏訪町上丁（一部） ほどのおもてすわちょうかみちょう |              |
| 保戸野すわ町 | 昭和41年4月1日  | 保戸野表諏訪町下丁（一部） ほどのおもてすわちょうしもちょう |              |
| 保戸野すわ町 | 昭和41年4月1日  | 保戸野新町（一部） ほどのしんまち                           |              |
| 保戸野すわ町 | 昭和41年4月1日  | 保戸野諏訪町 ほどのすわちょう                               |              |
| 保戸野すわ町 | 昭和41年4月1日  | 保戸野本町（一部） ほどのほんちょう                         |              |
| 保戸野すわ町 | 平成11年10月1日 | 保戸野鉄砲町（一部） ほどのてっぽうまち                     | 住居表示変更 |

## 世帯数と人口
2016年（平成28年）10月1日現在の世帯数と人口は以下の通りである。
| 町丁         | 世帯数  | 人口  |
| ------------ | ------- | ----- |
| 保戸野すわ町 | 371世帯 | 856人 |

## 交通

### 鉄道
町内に鉄道路線はない。最寄り駅は中通七丁目にあるJR東日本奥羽本線・羽越本線・秋田新幹線の秋田駅。

### バス
- 秋田中央交通
  - （14 千秋トンネルノースアジア大学線） - 附属校園前 -
  - （29 楢山大回り線） - すわ町 -
  - （46 神田旭野線） - すわ町 -
  - （48 神田土崎線） - すわ町 -
  - （49 添川線） - すわ町 -
  - （50 泉ハイタウン線） - 聖園短期大学前 -

### 道路
- 秋田県道233号土崎港秋田線（菊谷小路）
- 保戸野学園通り
- 保戸野みその通り

## 施設

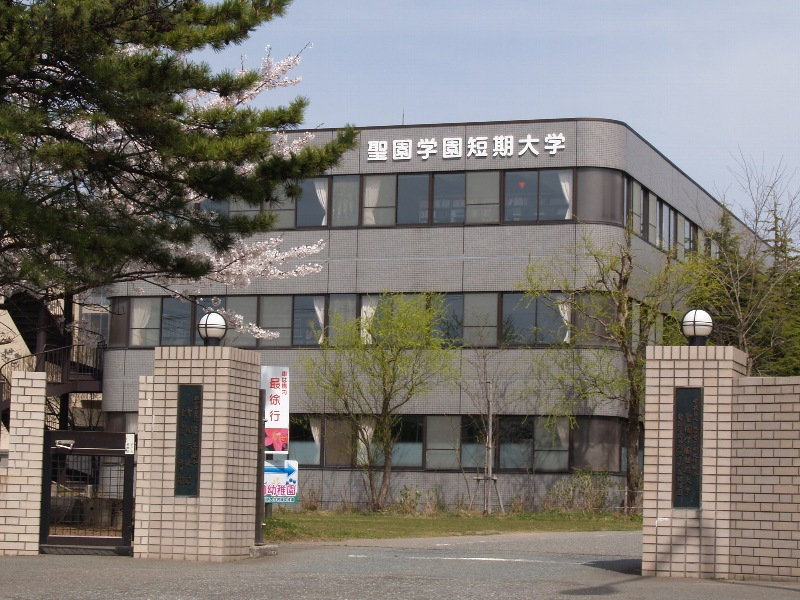
学校法人聖園学園 - 聖園学園短期大学
    - 附属聖園幼稚園
    - 附属みそのベビー保育園
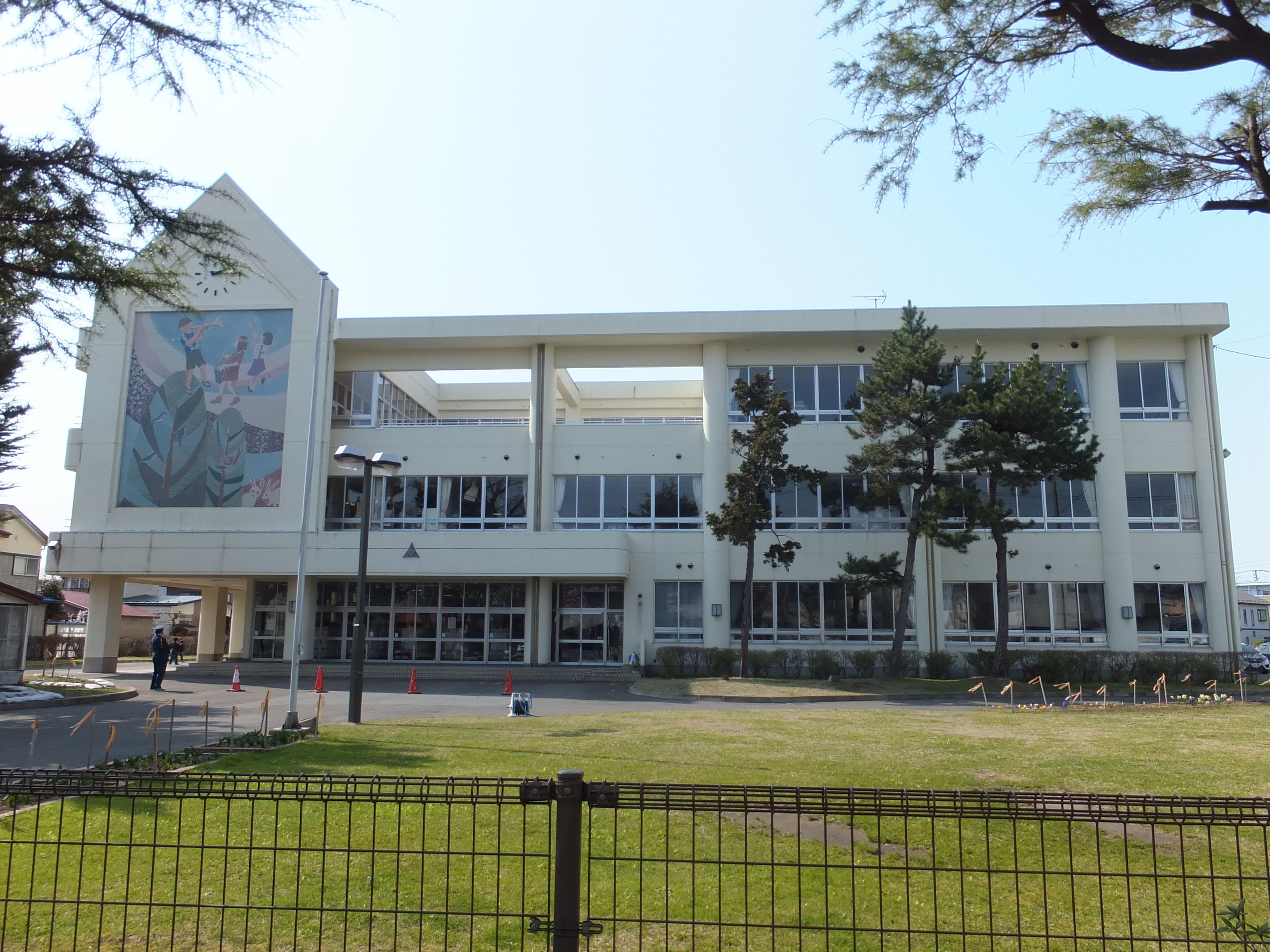
御心の布教姉妹会 保戸野修道院
- 社会福祉法人みその 聖園天使園
- 秋田市立保戸野小学校
- 諏訪愛宕神社
- 濱島医院
- 細部眼科医院

- 聖園学園短期大学
- 保戸野小学校